# Sælsøgletsjer
De Sælsøgletsjer is een gletsjer in Nationaal park Noordoost-Groenland in het oosten van Groenland. 

## Geografie
De gletsjer is noordwest-zuidoost georiënteerd en heeft een lengte van meer dan vijf kilometer. De gletsjer is een kleine zijtak aan de oostzijde van de Storstrømmengletsjer. Ze mondt in het zuidoosten uit in het Sælsøen.
De gletsjer ligt op de rand van het uiterste noordwesten van het Daniel Bruunland en in het zuidwesten van het Okselandet.
Ruim 45 kilometer naar het noorden ligt de Kofoed-Hansengletsjer, een andere zijtak van de Storstrømmengletsjer. Aan de overzijde van de Storstrømmengletsjer komt in het noordwesten de Suzannegletsjer bij de Storstrømmengletsjer en in het westen de Britanniagletsjer.